# Pachypasa otus
Pachypasa otus là một loài bướm đêm thuộc họ Lasiocampidae. Nó được tìm thấy ở Nam Âu (bao gồm Ý và Hy Lạp), Balkan, Tiểu Á, Armenia, Iraq và Iran.
Sải cánh dài 36–45 mm. Con trưởng thành bay từ tháng 6 đến tháng 9.
Recorded food plants include Cupressus, Juniperus, Thuja occidentalis và Quercus pubescens.